# Tahat
Tahat (Arabisch: جبل تاهات) is een berg in de Sahara in Algerije.
De Tahat is een lavakoepel in Atakor, een vulkaanveld in het Ahaggar-gebergte.
De berg geldt als hoogste punt van Algerije.
Het klimaat op en rond de Tahat wordt gekenmerkt als een Mediterraan klimaat, de zomers zijn warm en droog, en de winters zacht en regenachtig.

## Geschiedenis
In het gebied rond de berg woonden vroeger de Toeareg-bevolking, er zijn immers kleurrijke tekeningen en inscripties gevonden van hoe ze jaagden en vee teelden, deze tekeningen dateren uit de jaren 8000 tot 2000 voor Christus. Door verandering van het klimaat gingen dieren zuidelijker leven en volgde de Toeareg ook, waardoor de berg en het gebied daarrond nu niet meer bewoond is.
De eerste beklimming van de berg dateert uit 1931.